# 海雲臺斗山We’ve The Zenith

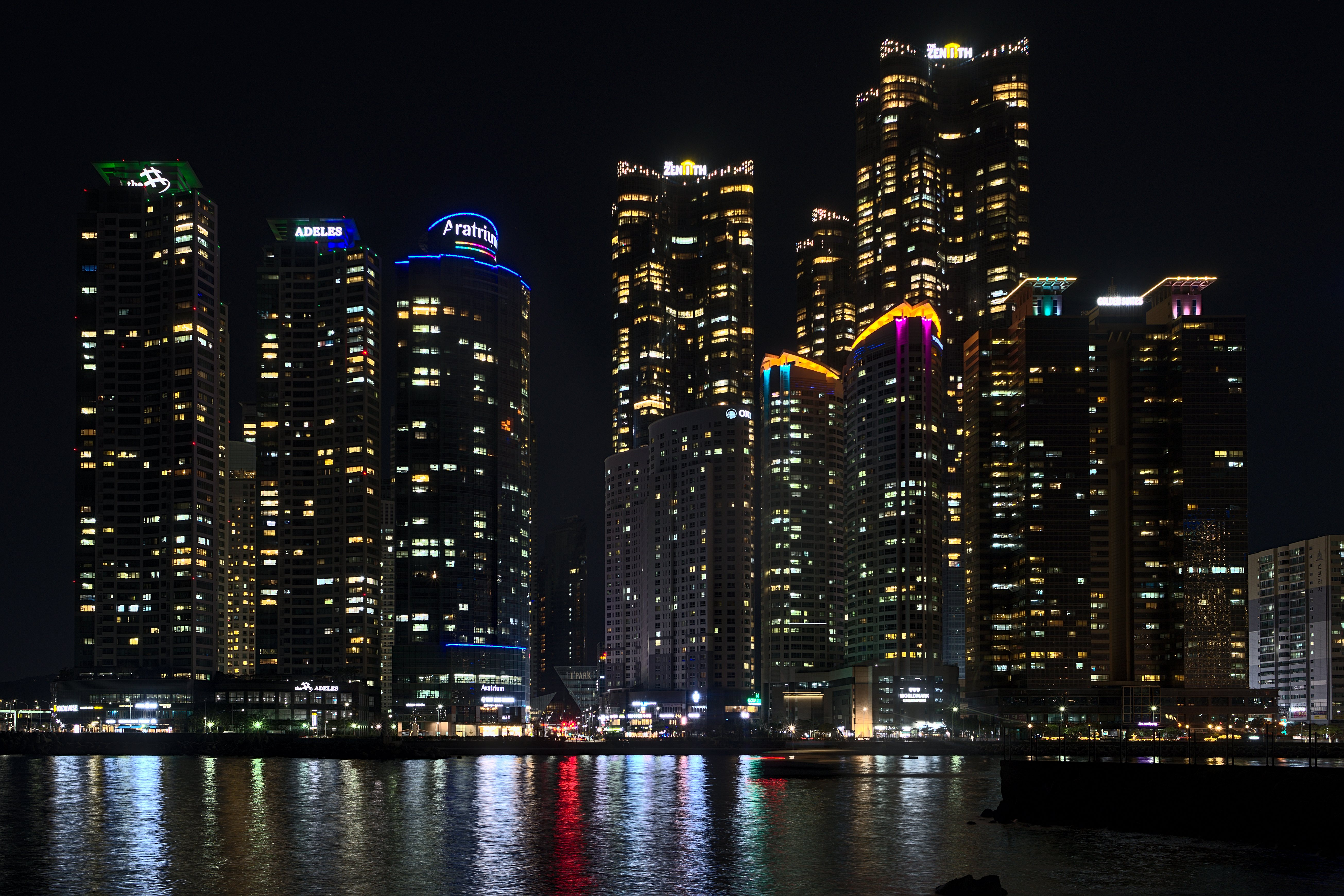
海雲臺斗山We’ve The Zenith（右側三棟大樓）

海雲臺斗山We’ve The Zenith（韓語：해운대 두산위브 더 제니스）是位於韓國釜山海雲臺區的一座複合式建築群，由三棟大廈組成：
- A座 高301公尺、80層樓
- B座 高281.5公尺、75層樓
- C座 高265公尺、70層樓

建築群於2007年動工，2011年完工。其中高301公尺的A座在完工後成為釜山第一高樓。